# Sędki (Ełk)
Sędki [ˈsɛntki] (deutsch Sentken) ist ein zur Gmina Ełk (Landgemeinde Lyck) zählendes Dorf im nordöstlichen Masuren in der polnischen Woiwodschaft Ermland-Masuren, Landkreis Ełk.

## Geographie
Das Dorf im Osten der Woiwodschaft Ermland-Masuren befindet sich acht  Kilometer nordöstlich der Kreisstadt Ełk (deutsch Lyck) und liegt am Nordufer des Großen Selmentsees (polnisch Jezioro Selmęt Wielki) bei der Einmündung des Flüsschens Lega in den See.

## Geschichte
1472 wird Sentken als ein von Lyck durch Binnenwanderung ausgehendes Pflügerdorf (auch Oratzen genannt) gegründet. Die Pflichten dieses sind wie in einer Verschreibung aus dem Jahr 1565 stehend „die Vorwerksäcker zu pflügen, Heuschlag und das Einbringen des Heus für das Vorwerk zu leisten und bei allen Bauten im Vorwerk zu helfen, eine festgelegte Menge Holz zu fahren und schließlich Naturalabgaben abzuliefern“.
Am 27. Mai 1874 entstand nach einer preußischen Gemeindegebietsreform aus den Landgemeinden Buczken, Groß Mrosen, Koszycken, Leegen, Seliggen, Sentken, Sordachen und Zielassen sowie den Gutsbezirken Klein Mrosen, Leegen und Regelnitzen der Amtsbezirk Selment. Der Amtsvorsteher hat seinen Sitz zunächst in Klein Mrosen.
Im Januar 1908 kam es zu einer territorialen Neustrukturierung des Amtsbezirkes Selment, der nun unter anderem nach Umgliederung von Buczken die Landgemeinden Groß Mrosen, Koszycken, Leegen, Seliggen, Sentken, Sordachen und Zielasen sowie die Gutsbezirke Leegen, Lyck, Lycker Forst (teilweise) und Regelnitzen umfasst.
1910 hatte Sentken 259 Einwohner. Aufgrund der Bestimmungen des Versailler Vertrags stimmte die Bevölkerung im Abstimmungsgebiet Allenstein, zu dem Sentken gehörte, am 11. Juli 1920 über die weitere staatliche Zugehörigkeit zu Ostpreußen (und damit zu Deutschland) oder den Anschluss an Polen ab. In Sentken stimmten 140 Einwohner für den Verbleib bei Ostpreußen, auf Polen entfielen keine Stimmen.
Im November 1928 wurde der Gutsbezirk Großer Sellment-See in die Landgemeinde Sentken eingemeindet. Im Januar 1929 kam es zum Zusammenschluss der Landgemeinden Leegen und Sentken, Ropehlen sowie der Gutsbezirke Leegen und Lycker Forst (teilweise) zur neuen Landgemeinde Sentken. Ropehlen (1910: 135 Einwohner), das bis dahin zum benachbarten Amtsbezirk Pissanitzen gehörte, wird als Ortslage der Landgemeinde Sentken in „Kleinsentken“ umbenannt.
Im September 1931 umfasste der Amtsbezirk Selment die Gemeinden Kozycken (ab 1935 Selmenthöhe), das aus Groß Mrosen und Klein Mrosen fusionierte Mrossen (ab 1938 Schönhorst), Seliggen, Sentken, Sordachen (ab 1938 Sorden), Sybba (ab 1938 Walden) und Zielasen (ab 1938 Zielhausen).
1933 wurden in Sentken durch die Vergrößerung der Gemeinde nun 523 Einwohner verzeichnet. Am 15. November 1938 wurde der Amtsbezirk Selment in „Amtsbezirk Schönhorst (Ostpr.)“ umbenannt. 1939 hatte Sentken nur noch 483 Einwohner.
Nach dem Ende des Zweiten Weltkrieges 1945 fiel das zu Ostpreußen, Landkreis Lyck, gehörende Sentken, das in den Kampfhandlungen bis auf zwei Gehöfte niedergebrannt war, an Polen.
Die ansässige deutsche Bevölkerung wurde, soweit sie nicht geflüchtet war, nach 1945 größtenteils vertrieben und neben der angestammten masurischen Minderheit durch Neubürger aus anderen Teilen Polens ersetzt. Der Ort wurde in „Sędki“ umbenannt.
Kleinsentken (bis 1929 Ropehlen, polnisch Ropele, heute nicht mehr existent) wurde in den nachfolgenden Jahren vollständig ins Dorf Sędki eingemeindet.
Von 1975 bis 1998 gehörte Sędki zur damaligen Woiwodschaft Suwałki und kam 1999 zur neu gebildeten Woiwodschaft Ermland-Masuren.

## Kirche
Bis 1945 war Sentken in die Evangelische Pfarrkirche Lyck in der Kirchenprovinz Ostpreußen der Kirche der Altpreußischen Union sowie  in die katholische Pfarrkirche St.-Adalbert der Kreisstadt im Bistum Ermland eingepfarrt.

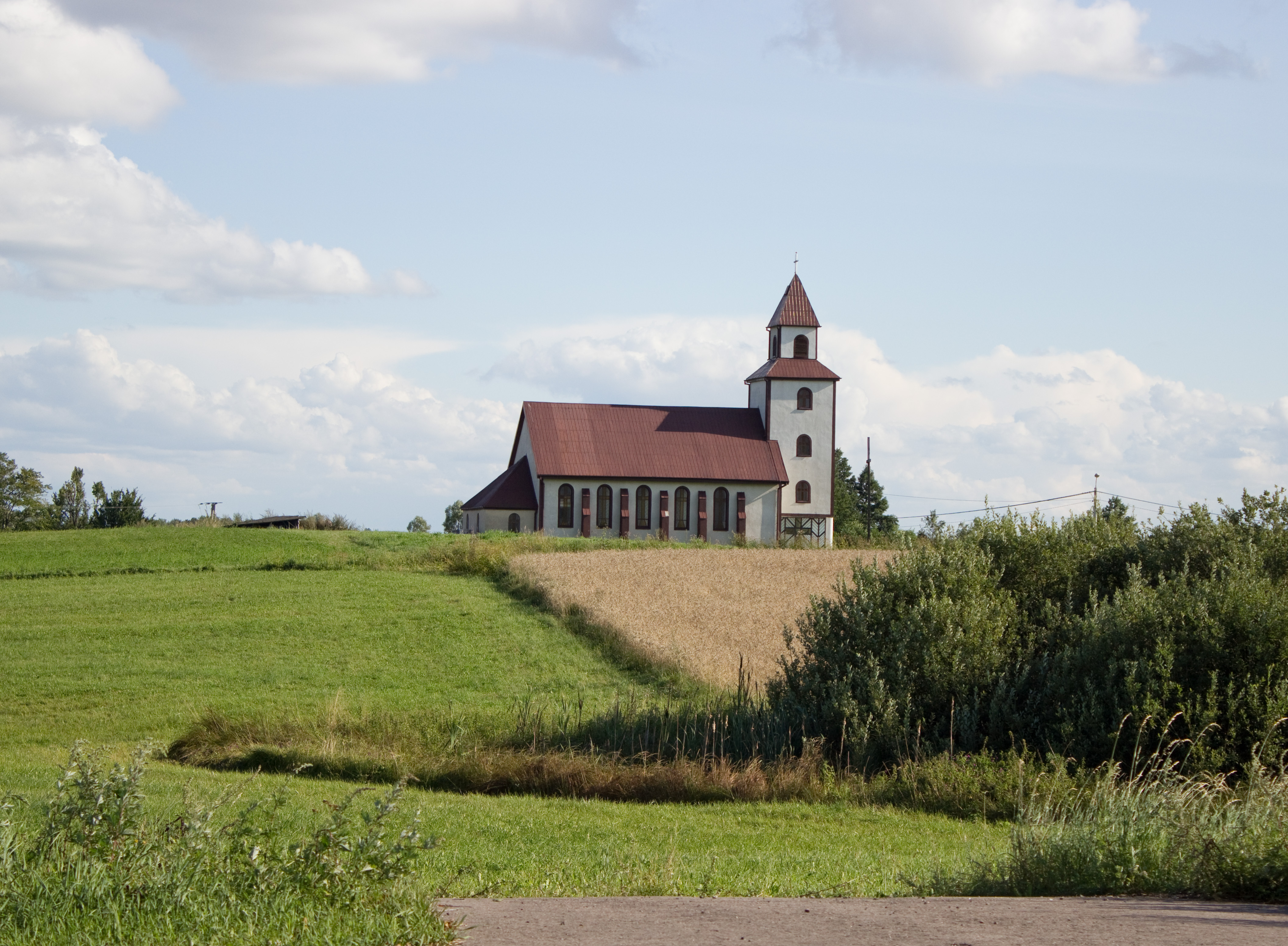
Die römisch-katholische Kirche in Sędki

Auch heute besteht der kirchliche Bezug zu der jetzt Ełk genannten Stadt, die selbst seit 1992 Bischofssitz für das katholische Bistum Ełk der Römisch-katholischen Kirche in Polen ist. In Sędki steht jetzt ein eigenes römisch-katholisches Gotteshaus, eine Filialkirche der Pfarrei in Chełchy (Chelchen, 1938 bis 1945 Kelchendorf).
Die evangelische Kirchengemeinde in Ełk, die dort das Gotteshaus der Baptistengemeinde nutzt, ist eine Filialgemeinde der Pfarrei Pisz (deutsch Johannisburg) in der Diözese Masuren der Evangelisch-Augsburgischen Kirche in Polen.

## Verkehr
Sędki liegt verkehrsgünstig an der Landesstraße 16, der drei Woiwodschaften verbindenden Ost-West-Magistrale. Außerdem enden zwei regionale Nebenstraßen aus nördlicher und südlicher Richtung im Ort. Eine Bahnanbindung besteht nicht.